# 菊西繁樹
菊西 繁樹（きくにし しげき、1878年（明治11年） - 1945年（昭和20年））は、大阪生田流（菊筋）箏曲家、野川流三絃家。本名は中西定吉。
1878年8月23日兵庫県西宮生まれ。酒樽製造を営む中西武右衛門（屋号：樽屋）の六男として生まれる。幼児病気で失明し、箏・三絃を西宮の伯父西原検校から手ほどきを受け、のち大阪の二代菊仲検校に師事、1897年（明治30年）免許皆伝、1914年（大正2年）に大検校となった。菊塚与市が兄弟子、菊仲米秋が弟弟子にあたる。宮城道雄を三味線の弟弟子にあたる二代中島検校に紹介した。
1900年（明治33年）金中きくと婚姻、一男四女を設けた。
神戸市花隈の自宅で多くの弟子を養成、菊茂琴昇、菊端園子、菊艶操山、菊澤松風がその門下。
兵庫県箏絃連盟初代会長。長女麻子に幼少の折から芸道を伝えていたが、1936年（昭和11年）37歳で死去。
四女菊西正子がその後を継いだ。名代「九つ折」を始め楽器の蒐集でも知られていたが、神戸大空襲で全て焼失。
余技として、八雲琴・バイオリンも弾いた。芝居・野球等に出かけたり、山登りも好きで琴屋の若いものに連れて行って貰っていた。
多くの作・編曲作品があるが、「菊の名残り」は麻子の追善会のために作られた。
1945年（昭和20年）11月7日急性心臓麻痺で死去。菩提寺は浄土宗花崗山福徳寺（神戸市花隈）。戒名は成就院大検校菊西繁樹居士。
1977年（昭和52年）11月7日の33回忌の法要では正子が「袖の露」を演奏した。